# Mymonaviridae
Mymonaviridae es una familia de virus ARN que infectan hongos. Contienen un genoma de ARN monocatenario negativo y por lo tanto se incluyen en el Grupo V de la Clasificación de Baltimore. La familia incluye nueve géneros y varias especies.

## Descripción
Los virus de la familia Mymonaviridae tienen una nucleocápside con geometría helicoidal, y simetría T = 3. La cápside posee envoltura vírica. El diámetro es de alrededor de 25 a 50 nm con aproximadamente 1000 nm de longitud. Los genomas son lineales y segmentados de alrededor de 10 kb de longitud. La nucleocápside posiblemente contiene dos nucleoproteínas (NP) con diferentes masas moleculares, ≈43 kDa y ≈41 kDa.
La replicación viral se produce en el citoplasma. La entrada en la célula huésped se logra mediante la penetración en la célula huésped. La replicación sigue el modelo de replicación de los virus de ARN de cadena negativa. La transcripción de los virus de ARN de cadena negativa es el método de transcripción. Los hongos sirven como huéspedes naturales. Las rutas de transmisión son por fusión de hifas y esporas.
Las enfermedades asociadas con esta familia incluyen: control de la población huésped posiblemente a través de la lisis de la célula huésped.

## Géneros
La familia contiene los siguientes géneros:
- Auricularimonavirus
- Botrytimonavirus
- Hubramonavirus
- Lentimonavirus
- Penicillimonavirus
- Phyllomonavirus
- Plasmopamonavirus
- Rhizomonavirus
- Sclerotimonavirus